# Marek Koprowski
Marek Andrzej Koprowski ps. „Mateusz Kruk” (ur. 1 września 1947 w Piechowicach k. Szklarskiej Poręby, zm. 17 kwietnia 2009) – polski literat, pisarz, poeta, dziennikarz.

## Życiorys
Przed rozpoczęciem pracy dziennikarskiej pracował jako drwal, malarz, robotnik i wychowawca młodzieży. W 1982 zadebiutował w „Życiu Literackim”. Studiował w latach 1982–1984 scenopisarstwo w Państwowej Wyższej Szkole Filmowej, Telewizyjnej i Teatralnej im. Leona Schillera w Łodzi, lecz studiów nie ukończył. W latach 1986–1987 był członkiem zespołu tygodnika pracy twórczej młodzieży „Radar”, jednocześnie w latach 1986–1991 dziennikarzem tygodnika „Odgłosy”.
W latach 1986–1991 był zastępcą rzecznika dyscyplinarnego Krajowego Klubu Reportażu. W 1990 był zastępcą redaktora naczelnego miesięcznika „Bestseller”. Od 1993 współtworzył tygodnik „Angora”, w którym pracował jako dziennikarz, redaktor oraz sekretarz redakcji. Na łamach „Angory” opublikował autobiograficzny cykl felietonów pt. Spowiedź praktykującego alkoholika nt. jego walki z alkoholizmem. Był autorem bajki „Jak morze wybrało się za sójkę” oraz tworzył eseje, reportaże, felietony, sprawozdania, wywiady, humoreski i recenzje literackie. Był redaktorem „Solidarności Ziemi Łódzkiej”. Wraz z Januszem Wieczorkiem wydawał pismo satyryczne „Szmata”.

### Życie prywatne
Był synem pisarza – Jana Koprowskiego. Jego braćmi byli: Jacek Koprowski i artysta plastyk Szymon Koprowski, przyrodnim bratem zaś – poeta Bohdan Drozdowski. Jego synem jest publicysta – Mateusz Koprowski (ur. 1981). Został pochowany na cmentarzu komunalnym „Zarzew” w Łodzi (kw. 10, rz. 23, gr. 8).

## Upamiętnienie
W 2022 Rada Miejska w Łodzi nadała imię Marka Koprowskiego bezimiennej ulicy w sąsiedztwie ul. Konstantynowskiej na Brusie.

## Publikacje
- Jak morze wybrało się za sójkę, Łódź 1987[11],
- Spowiedź praktykującego alkoholika, Łódź 2010[12].